# 鳳東町
鳳東町（おおとりひがしまち）は、大阪府堺市西区にある町名。現行行政地名は鳳東町一丁から鳳東町七丁。住居表示は未実施。

## 地理
西区の中央部に位置し、南に鳳南町、北に鳳北町、北西に鳳中町、南西に鳳西町、東に鶴田町、南東に中区毛穴町と接している。

## 世帯数と人口
2020年（令和2年）3月31日現在（堺市発表）の世帯数と人口は以下の通りである。
| 丁目       | 世帯数    | 人口    |
| ---------- | --------- | ------- |
| 鳳東町一丁 | 121世帯   | 159人   |
| 鳳東町二丁 | 222世帯   | 412人   |
| 鳳東町三丁 | 209世帯   | 386人   |
| 鳳東町四丁 | 243世帯   | 403人   |
| 鳳東町五丁 | 408世帯   | 817人   |
| 鳳東町六丁 | 741世帯   | 1,689人 |
| 鳳東町七丁 | 777世帯   | 1,681人 |
| 計         | 2,721世帯 | 5,547人 |

### 人口の変遷
国勢調査による人口の推移。
| 1995年（平成7年）  | 4,275人 | [ 6 ]  |  |
| 2000年（平成12年） | 5,185人 | [ 7 ]  |  |
| 2005年（平成17年） | 5,440人 | [ 8 ]  |  |
| 2010年（平成22年） | 5,619人 | [ 9 ]  |  |
| 2015年（平成27年） | 5,495人 | [ 10 ] |  |

### 世帯数の変遷
国勢調査による世帯数の推移。
| 1995年（平成7年）  | 1,698世帯 | [ 6 ]  |  |
| 2000年（平成12年） | 2,090世帯 | [ 7 ]  |  |
| 2005年（平成17年） | 2,288世帯 | [ 8 ]  |  |
| 2010年（平成22年） | 2,445世帯 | [ 9 ]  |  |
| 2015年（平成27年） | 2,413世帯 | [ 10 ] |  |

## 学区
市立小・中学校に通う場合、学区は以下の通りとなる。
| 丁目       | 番   | 小学校           | 中学校         |
| ---------- | ---- | ---------------- | -------------- |
| 鳳東町一丁 | 全域 | 堺市立鳳南小学校 | 堺市立鳳中学校 |
| 鳳東町二丁 | 全域 | 堺市立鳳南小学校 | 堺市立鳳中学校 |
| 鳳東町三丁 | 全域 | 堺市立鳳南小学校 | 堺市立鳳中学校 |
| 鳳東町四丁 | 全域 | 堺市立鳳南小学校 | 堺市立鳳中学校 |
| 鳳東町五丁 | 全域 | 堺市立鳳小学校   | 堺市立鳳中学校 |
| 鳳東町六丁 | 全域 | 堺市立鳳小学校   | 堺市立鳳中学校 |
| 鳳東町七丁 | 全域 | 堺市立鳳南小学校 | 堺市立鳳中学校 |

## 事業所
2016年（平成28年）現在の経済センサス調査による事業所数と従業員数は以下の通りである。
| 丁目       | 事業所数  | 従業員数 |
| ---------- | --------- | -------- |
| 鳳東町一丁 | 71事業所  | 722人    |
| 鳳東町二丁 | 47事業所  | 235人    |
| 鳳東町三丁 | 43事業所  | 195人    |
| 鳳東町四丁 | 55事業所  | 525人    |
| 鳳東町五丁 | 30事業所  | 200人    |
| 鳳東町六丁 | 44事業所  | 1,729人  |
| 鳳東町七丁 | 137事業所 | 1,342人  |
| 計         | 427事業所 | 4,948人  |

## 交通

### 鉄道
- 西日本旅客鉄道（JR西日本）
  - 阪和線 鳳駅

### 道路
- 大阪府道28号大阪高石線
- 大阪府道30号大阪和泉泉南線
- 大阪府道210号平尾鳳停車場線

## 施設
- 堺市西区役所
- 大阪府泉北府民センター
- 西堺警察署
- 西堺警察署 鳳駅前交番
- 堺鳳東郵便局[14]
- 三井住友銀行 鳳支店[15]
- 関西みらい銀行 鳳支店[16]
- ダイエー おおとり店[17]

## その他

### 日本郵便
- 郵便番号 : 593-8324[3]（集配局：鳳郵便局[18]）。